# Sant Benet (Cabanelles)
Sant Benet és una església del municipi de Cabanelles (Alt Empordà) inclosa en l'Inventari del Patrimoni Arquitectònic de Catalunya.

## Descripció
Situada al nord-oest del petit nucli de Sant Martí Sesserres, al nord-oest del municipi de Cabanelles al qual pertany.
Petita església de planta rectangular amb l'absis sense diferenciar capçat a llevant, construïda en una zona forestal, prop de la masia Castenys. Està coberta amb una volta de canó rebaixada, tot i que actualment bona part d'aquesta es troba esfondrada. Conserva un arc toral de perfil apuntat. A la part superior dels murs de tramuntana i migdia hi ha un seguit de mènsules de pedra. Presenta quatre obertures que il·luminen l'interior, esbiaixades i amb forma de sagetera. Dues estan situades al mur de migdia de la nau, una altra a l'absis i l'última a la façana principal, damunt del portal d'accés. La porta està construïda amb tres grans blocs de pedra sorrenca ben escairada. La llinda presenta l'escut dels Noguer de Segueró flanquejat per dues dates, 1845 i 1907, que fan referència a dues renovacions del temple. Per la banda interna, la llinda té gravada la següent inscripció: "MIQUEL MERCADER DE LLADÓ M'HA FET A 1907". Els brancals estan gravats amb llargues inscripcions que fan referència a l'obra. La façana està coronada per un campanar de cadireta de dos arcs, mig enrunat. Sembla que davant la façana hi havia hagut un pòrtic, avui en dia desaparegut.
La construcció està bastida amb pedra desbastada disposada regularment, amb carreus a les cantonades. Tant la façana principal com l'interior del temple estan arrebossats i pintats.

## Història
La primera referència documental que es té de l'ermita de Sant Benet data de l'any 1731 quan fou visitada, així aquesta construcció es pot enquadrar vers el segle xviii. Posteriorment va ser reformada als anys 1845 i el 1907 a mans de la família de can Noguer de Segueró, la gran casa pairal situada a la falda de la muntanya del Mont. En el portal d'entrada es poden veure dos grans blocs de pedra que actuen de brancals on es pot llegir una extensa inscripció on dona fe que el "MAGNÍFICH S. D. PERE DE NOGUER CASES BARCELÓ Y COMELLES DE ROCAFIGUERA" demanà la llicència el dia 15 de setembre de setembre de 1845 per restaurar-la. A continuació relata que l'any 1907 el net d'en Pere Noguer "L'ACTUAL CAP DE LA CASA NOGUER HA FET ARA DE NOU APARIAR AQUESTA ESGLÉSIA MAJOR". De la mateixa manera a la part interior de la llinda es pot veure la inscripció "MIQUEL MERCADER DE LLADÓ M'HA FET A 1907" fent referència al picapedrer que la va obrar.
A escaigs metres de l'ermita, al nord d'aquesta, es pot apreciar una creu bastida l'any 1910, tal como ho testimonia la data gravada en el basament.